# 앤트맨과 와스프: 퀀텀매니아
《앤트맨과 와스프: 퀀텀매니아》(영어: Ant-Man and the Wasp: Quantumania)는 2023년 개봉한 미국의 슈퍼히어로 영화로, 페이턴 리드가 감독을 맡았다. 2018년 영화 《앤트맨과 와스프》의 후속 작품이다. 마블 시네마틱 유니버스: 페이즈 5의 첫 번째 영화이자 앤트맨 실사 영화 시리즈의 3번째 작품이다.
촬영 기간은 2021년 5월 17일에서 2021년 11월 24일이다.

## 줄거리
어벤져스가 타노스를 물리친 후 스콧 랭은 성공적인 저자로서 행복한 삶을 살고 있었다. 그의 딸 캐시는 어느 정도 성장했고, 블립으로 인해 가족과 떨어진 사람들을 돕는 활동가가 된 그녀는 아버지와의 관계에서 갈등을 느끼기도 했다. 호프의 부모님인 행크와 재닛과 함께 있던 캐시는 양자 구역과 소통하는 장치를 만들고 있다는 사실을 알렸다. 재닛은 이것에 대해 당황하며 장치를 강제로 차단했지만, 이미 메시지가 전달되어 양자 구역으로 통하는 포털이 열리고 다섯 명 모두 그 안으로 끌려갔다. 스콧과 캐시는 반란군에게 도움을 받았고, 호프, 재닛, 행크는 답을 찾기 위해 광활한 도시를 탐험했다.
호프, 재닛, 행크는 과거 재닛의 동료였던 크라일라로부터 양자 구역이 변했다는 사실과 현재 크라일라이 새로운 정복자 캉에게 복종하고 있다는 것을 알게 된다. 세 사람은 도망치고 크라일라의 우주선을 훔쳐 나간다. 스콧과 캐시는 반란 지도자인 제트로라에게 재닛의 캉과의 연관성이 그의 권력 증가로 이어졌다는 이야기를 들었다. 그때부터 캉의 군대, 특히 데런 크로스가 되신 M.O.D.O.K.에 의해 반란군은 공격을 받게 된다. 크라일라의 우주선에서 재닛은 과거 양자 구역에 있을 때 캉과 만났고 캉이 그의 다차원적 힘의 코어를 재건할 것을 도와줄 수 있다는 약속을 받았음을 고백한다. 코어가 재건되면서 재닛은 캉의 여러 차원을 지배하고 파괴하는 비전을 보게 된다. 캉은 자신의 변형체들에 의해 두려움에서 쫓겨났다는 것을 드러내고, 이로 인해 재닛은 그를 반대하게 되며 코어를 과도하게 확장시켜서 무용화시키지만 캉은 다시 한번 강력한 존재로 돌아온다.
스콧은 캐시의 삶을 걸고 캉의 힘의 코어를 얻으려는 캉에게 협박받는다. 스콧은 코어 위치까지 데려가고 축소된 후, 확률 폭풍에 직면하며 자신과 비슷한 모습의 여러 개체로 분열되는 위험을 느끼지만 호프가 도와주며 코어를 얻게 된다. 하지만 캉은 약속을 어기고 재닛을 포획하고 M.O.D.O.K.는 행크의 우주선을 파괴한다. 개울벌레로부터 구출된 행크는 스콧과 호프가 캉에게 향하는 것을 도와준다. 캐시는 제트로라를 구출하여 캉과 그의 군대에 맞서는 반란군을 이끌고, 크로스를 설득하여 캉과의 전투에서 자신의 삶을 걸며 희생되는 순간까지 끝없는 투쟁이 계속된다.
재닛은 코어를 복구하고 행크, 호프, 캐시와 함께 포털을 통해 집으로 돌아간다. 캉은 마지막 순간 스콧에게 공격을 가하지만 호프가 돌아와 캉과 핌 입자를 코어에 던져서 모두 파괴한다. 캐시는 스콧과 호프가 집으로 돌아갈 수 있도록 포털을 다시 열고, 스콧은 평범한 삶을 되찾지만 캉의 죽음이 어떤 위협을 가져올지 생각하게 된다. 중간 결말 장면에서 무수한 캉 변형체들이 이끄는 임모르투스가 캉의 죽음에 슬퍼하며 다차원적 침략을 계획한다. 그리고 엔딩 장면에서는 로키와 모비어스가 1893년 시카고 세계 박람회에서 또 다른 캉 변형체, 빅터 타임리와 마주친다.

## 출연진
- 폴 러드 - 스콧 랭 / 앤트맨
- 에반젤린 릴리 - 호프 밴다인 / 와스프
- 조너선 메이저스 - 정복자 캉, 이모터스, 라마투트, 센추리언, 빅터 타임리 등 캉의 변종들
- 캐스린 뉴턴 - 캐시 랭
- 데이비스 더스트몰치언 - 베브
- 케이티 오브라이언 - 젠토라
- 윌리엄 잭슨 하퍼 - 쿼즈
- 빌 머리 - 크라일라
- 미셸 파이퍼 - 재닛 밴다인 / 와스프
- 코리 스톨 - 대런 크로스 / 모도크
- 마이클 더글러스 - 행크 핌 / 앤트맨
- 랜들 박 - 지미 우
- 그레그 터킹턴 - 배스킨라빈스 점장 데일
- 루벤 라바사 - 커피숍 점원
- 로저 크레이그 스미스 - 캉의 병사(목소리 출연)
- 매슈 우드 - 캉의 병사(목소리 출연)
- 톰 히들스턴 - 로키(카메오)
- 오언 윌슨 - 모비어스 M. 모비어스(카메오)